# 聖德肋撒電車
聖德肋撒電車（葡萄牙語：Bonde de Santa Teresa）是巴西里約熱內盧歷史悠久的電車路線，主線長6公里，連接里約熱內盧市中心與聖德肋撒。電車主要作為觀光景點，並於1985年被指定為國家歷史古蹟。聖德肋撒電車於1877年啟用，曾於2011年8月至2015年7月因嚴重意外而停運，直至新訂購的電車投入服務才重新營運。

## 外部連結
- 官方网站